# 巴林齊
48°32′59″N 25°17′13″E / 48.54972°N 25.28694°E
巴林齊（烏克蘭語：Балинці），是烏克蘭西部的村莊，隸屬伊萬諾-弗蘭科夫斯克州的科洛梅亞區。該村始建於1373年，面積2.8平方公里，2001年人口1,346，人口密度每平方公里480.7人。